# 留一天與你喘息
《留一天與你喘息》是香港男歌手陳卓賢的單曲，於2022年2月14日在數位平台正式發行並派台，MV於同日晚上九時推出。歌曲為新城勁爆本地榜，Chill Club 推介榜及903 專業推介三台冠軍歌，成為其首支三台冠軍歌。

## 創作過程
陳卓賢童年時是由外婆照顧，因此他創作了此曲給外婆，以思念家人。他希望歌曲能帶給聽眾溫暖，亦是感謝粉絲的作品。

## 主題
歌曲講述在忙碌的生活中，留一天與「你」在一起。因為有「你」在我身邊、陪伴自己，而令自己可以喘息，減低壓力。當中的「你」可指一個人，也可指一群人。歌曲亦有另一個訊息，無論世界發生什麼事，都有歌迷的存在，陪伴著陳卓賢。 

## 音樂影片
音樂影片由陳卓賢和袁澧林飾演精神病院院友，兩人逃離病院，而得到前所未有的自由。可是兩人對前路毫無頭緒，男主角最後認為身邊有最重要的人已經很滿足。

## 迴響
MV推出半日後獲得三十萬點擊數，29小時破百萬，2日半破二百萬，35日破一千萬。

## 幕後人員
- 作曲：陳卓賢
- 作詞：Oscar
- 編曲：Claudia Koh
- 監製：T-ma

## 派台成績

### 叱咤903專業推介走勢
合共上榜10周，為全年最長時間上榜的歌曲之一。
| 周次     | 第9周   | 第10周 | 第11周  | 第12周  | 第13周  | 第14周 | 第15周 | 第16周  | 第17周  | 第18周  |
| 放榜日期 | 2月26日 | 3月5日 | 3月12日 | 3月19日 | 3月26日 | 4月2日 | 4月9日 | 4月16日 | 4月23日 | 4月30日 |
| 榜上位置 | 9       | 5      | 12      | 5       | 3       | 7      | 11     | 13      | 12      | 1       |

### 香港電台第二台中文歌曲龍虎榜走勢
合共上榜5周。
| 周次     | 第11周  | 第12周  | 第13周  | 第14周 | 第15周 |
| 放榜日期 | 3月12日 | 3月19日 | 3月26日 | 4月2日 | 4月9日 |
| 榜上位置 | 19      | 7       | 6       | 2      | 4      |

### 新城知訊台 勁爆本地榜走勢
合共上榜7周。
| 周次     | 第9周   | 第10周 | 第11周  | 第12周  | 第13周  | 第14周 | 第15周 |
| 放榜日期 | 2月26日 | 3月5日 | 3月12日 | 3月19日 | 3月26日 | 4月2日 | 4月9日 |
| 榜上位置 | 17      | 10     | 8       | 6       | 7       | 7      | 1      |

### ViuTV Chill Club 推介榜走勢
合共上榜6周。
| 周次     | 第9周   | 第10周 | 第11周  | 第12周  | 第13周  | 第14周 |
| 放榜日期 | 2月27日 | 3月6日 | 3月13日 | 3月20日 | 3月27日 | 4月3日 |
| 榜上位置 | 9       | 2      | 4       | 3       | 7       | 1      |

### 加拿大至 HIT 中文歌曲排行榜
合共上榜7周。
| 周次     | 第10周 | 第11周  | 第12周  | 第13周  | 第14周 | 第15周 | 第16周  |
| 放榜日期 | 3月5日 | 3月12日 | 3月19日 | 3月26日 | 4月2日 | 4月9日 | 4月16日 |
| 榜上位置 | 10     | 5       | 1       | 2       | 3      | 5      | 15      |

## 獎項
- 2022年：Yahoo! 搜尋人氣大獎2022「唱作歌曲」
- 2022年：2022年度叱咤樂壇流行榜頒獎典禮「專業推介叱咤十大 第七位」
- 2023年：廣播九十五周年十大中文金曲「十大中文金曲獎」